# Быстрова, Юлия Валерьевна
Ю́лия Вале́рьевна Быстро́ва (род. 10 июня 1966, Свердловск) — советская фигуристка, выступала на всесоюзном уровне на всём протяжении 1980-х годов. Четырёхкратная чемпионка РСФСР в парном катании, серебряная призёрка зимней Универсиады в Италии, обладательница серебряной медали на соревнованиях Trophée Lalique, мастер спорта международного класса. Также известна как тренер по фигурному катанию.

## Биография
Родилась 10 июня 1966 года в Свердловске.
Обучалась фигурному катанию в свердловской Специализированной детско-юношеской спортивной школе № 8 «Локомотив», с детства специализировалась на парном катании.
Первое время выступала в паре с Михаилом Важениным, тренировалась в добровольном спортивном обществе «Спартак» под руководством тренеров Игоря Ксенофонтова и Александра Морозова. Имела достаточно большой успех на юниорском уровне, их пара находилась в числе сильнейших пар страны — они с партнёром выигрывали серебряные и бронзовые медали на юниорских Кубках СССР, входили в состав юниорской сборной Советского Союза, принимали участие в международных соревнованиях. В возрасте тринадцати лет в 1979 году Быстрова уже выполнила норматив мастера спорта СССР.
В ходе сезона 1980/81 каталась в паре с Владимиром Старостиным.
Начиная с сезона 1982/83 в течение нескольких последующих лет выступала в добровольном спортивном обществе «Буревестник» у тренеров Юлии и Ардо Ренник — в паре с фигуристом Александром Тарасовым, за которого впоследствии вышла замуж. В 1984 году они одержали победу на чемпионате РСФСР, выиграли международный турнир «Пражские коньки» в Чехословакии, тогда как на чемпионате СССР стали шестыми. В следующем сезоне Быстрова с Тарасовым стали пятыми в зачёте всесоюзного первенства, завоевали серебряные медали на зимней Универсиаде в итальянском Беллуно, получили бронзу на международном турнире в Англии — за эти выдающиеся достижения по итогам сезона Быстрова удостоена почётного звания «Мастер спорта СССР международного класса». В период 1986—1988 годов Быстрова и Тарасов неизменно становились чемпионами РСФСР, находились в десятке сильнейших пар фигуристов на всесоюзных первенствах. Одно из наиболее значимых достижений в этот период — второе место в середине ноября 1987 на международных соревнованиях Париж-Берси (позднее Trophée Lalique) во Франции. По окончании сезона 1987/88 они приняли решение завершить карьеру спортсменов.
Окончила Свердловский государственный педагогический институт. После завершения спортивной карьеры занялась тренерской деятельностью, вместе с мужем работает тренером-преподавателем в своей детско-юношеской школе № 8. Подготовила многих талантливых фигуристов, в частности в разное время её учениками были Арсений Репкин, Александр Романовский, София Бардакова, Вера Кремнева, Иван Павличенко, Полина Ветошкина, Вероника Токарева, Екатерина Прибылова, Елизавета Жук, Егор Бритков, Андрей Анисимов. Её сын Филипп Тарасов также является фигуристом, выступает за Азербайджан.
Судья всероссийской категории, состоит в коллегии судей Федерации фигурного катания на коньках Свердловской области.